# Beweissichernde Festnahme
Die beweissichernde Festnahme oder qualifizierte Festnahme von Tatverdächtigen ist eine Festnahme unter vorangegangener oder gleichzeitiger Sicherung gerichtsverwertbarer Beweise wie Zeugenaussagen (von Polizeibeamten) oder Videoaufzeichnungen. 
Der Begriff spielt vor allem bei gewalttätigen Auseinandersetzungen im Rahmen von Demonstrationen oder Krawallen eine Rolle, bei denen es ohne eine beweissichernde Festnahme schwierig sein kann, dem Festgenommenen eine Straftat nachzuweisen. Das Ermittlungsverfahren verläuft in solchen Fällen oft ergebnislos.
Die beweissichernde Festnahme ist Hauptaufgabe der Beweissicherungs- und Festnahmeeinheiten (BFE) der Polizei.